# 2e cérémonie des Oscars
La 2e cérémonie des Oscars du cinéma s'est déroulée le 3 avril 1930  à l'Hôtel Ambassador à Los Angeles.

## Palmarès et nominations
Lors de cette deuxième édition, seuls les gagnants (indiqués ci-dessous en premier de chaque catégorie et en caractères gras) ont été officiellement cités durant la cérémonie. Les nommés ont simplement été cités par des membres du jury.

### Meilleur film
- The Broadway Melody, produit par Metro-Goldwyn-Mayer
  - Alibi, produit par Feature Productions
  - Hollywood Revue, produit par Metro-Goldwyn-Mayer
  - In Old Arizona, produit par Fox
  - The Patriot, produit par Paramount Famous Lasky

### Meilleur réalisateur
- Frank Lloyd pour The Divine Lady (nommé aussi pour Drag et pour Weary River)
  - Lionel Barrymore pour Madame X
  - Harry Beaumont pour The Broadway Melody
  - Irving Cummings pour In Old Arizona
  - Ernst Lubitsch pour The Patriot

### Meilleur acteur
- Warner Baxter dans In Old Arizona
  - George Bancroft dans L'Assommeur
  - Chester Morris dans Alibi
  - Paul Muni dans The Valiant
  - Lewis Stone dans The Patriot

### Meilleure actrice
- Mary Pickford dans Coquette
  - Ruth Chatterton dans Madame X
  - Betty Compson dans The Barker
  - Jeanne Eagels dans The Letter
  - Corinne Griffith dans The Divine Lady
  - Bessie Love dans The Broadway Melody

### Meilleure direction artistique
- Cedric Gibbons pour The Bridge of San Luis Rey (Le Pont du roi Saint-Louis)
  - Hans Dreier pour The Patriot
  - Mitchell Leisen pour Dynamite
  - William Cameron Menzies pour Alibi et The Awakening
  - Harry Oliver pour Street Angel (L'Ange de la rue)

### Meilleure photographie
- Clyde De Vinna pour White Shadows in the South Seas (Ombres blanches)
  - George Barnes pour Our Dancing Daughters (Les Nouvelles Vierges)
  - Arthur Edeson pour In Old Arizona
  - Ernest Palmer pour Four Devils (Les Quatre Diables) et Street Angel (L'Ange de la rue)
  - John Seitz pour The Divine Lady

### Meilleur scénario adapté
- Hans Kraly pour The Patriot (nommé aussi pour The Last of Mrs. Cheyney - La Fin de Mme Cheyney)
  - Tom Barry (en) pour In Old Arizona et The Valiant
  - Elliott J. Clawson (en) pour The Cop, The Leatherneck, Sal of Singapore et Skyscraper
  - Josephine Lovett pour Our Dancing Daughters (Les Nouvelles Vierges)
  - Bess Meredyth pour A Woman of Affairs (Intrigues) et Wonder of Women